# Comté de Bradley (Arkansas)
Pour les articles homonymes, voir Comté de Bradley et Bradley.
Le comté de Bradley (Bradley County) est un comté de l'État américain de l'Arkansas. Le chef-lieu de comté est Warren. Il s'agit d'un comté où l'alcool est prohibé (ce qu'on appelle un dry county).

## Histoire

### Époque contemporaine
Le comté de Bradley a été formé le 18 décembre 1840 et porte le nom du capitaine Hugh Bradley qui a combattu lors de la guerre de 1812.

## Démographie
Au recensement de 2010, la population s'élevait à 11 508 habitants.
| 1850  | 1860  | 1870  | 1880  | 1890  | 1900  |
| ----- | ----- | ----- | ----- | ----- | ----- |
| 3 829 | 8 388 | 8 646 | 6 285 | 7 972 | 9 651 |

| 1910   | 1920   | 1930   | 1940   | 1950   | 1960   |
| ------ | ------ | ------ | ------ | ------ | ------ |
| 14 518 | 15 970 | 17 494 | 18 097 | 15 987 | 14 029 |

| 1970   | 1980   | 1990   | 2000   | 2010   | - |
| ------ | ------ | ------ | ------ | ------ | - |
| 12 778 | 13 803 | 11 793 | 12 600 | 11 508 | - |